# Tegal Badeng Barat
Tegal Badeng Barat is een bestuurslaag in het regentschap Jembrana van de provincie Bali, Indonesië. Tegal Badeng Barat telt 4747 inwoners (volkstelling 2010).